# Alice Tegnér
Alice Charlotta Tegnér (født Sandström; 12. marts 1864 i Karlshamn, Sverige – 26. maj 1943 på Djursholm) var en svensk komponist, musiklærer og organist. Hun regnes for den mest fremtrædende svenske komponist af børnesange, men har også skrevet større værker for kor og orkester. Blandt hendes kendte viser er "Der bor en bager på Nørregade".

## Værker i udvalg

### Instrumentalmusik
- Courage, for piano
- Madame X, for piano
- Etude, Es-dur, for piano
- Etude (à la Chopin), for piano

### Vokalmusik
Bidrag till Folksångstävlingen
- Hell, vårt land!, text: Alice Tegnér
- Du svenska bygd, du hem i nord, tekstt: Birger Mörner
- Du ärorika fosterland, tekst efter Bernhard Elis Malmström

### Børnesange
- Tre små peberkagemænd; (sv:Tre pepparkaksgubbar), også kendt som "Vi kommer fra peberkageland".
- Der bor en bager på Nørregade